# Communauté de communes du Pays de Jeanne
La communauté de communes du Pays de Jeanne (CCPJ) est une ancienne communauté de communes française, qui était située dans le département des Vosges et la région Lorraine.

## Histoire
Le 1er janvier 2013, elle fusionne avec 2 autres structures intercommunales (les communautés de communes du Pays de Neufchâteau et du Pays des Côtes et de la Ruppe) ainsi que 11 communes isolées, pour former la Communauté de communes du Bassin de Neufchâteau.

## Composition
Elle était composée de 10 communes :
- Autigny-la-Tour
- Avranville
- Chermisey
- Coussey (siège)
- Domrémy-la-Pucelle
- Frebécourt
- Midrevaux
- Seraumont
- Sionne
- Soulosse-sous-Saint-Élophe

## Administration
| Période                                  | Période | Identité         | Étiquette | Qualité                          |
| ---------------------------------------- | ------- | ---------------- | --------- | -------------------------------- |
| Les données manquantes sont à compléter. |         |                  |           |                                  |
|                                          |         | Michèle Andrieux |           | Maire de Chermisey (depuis 1989) |